# Nene Romanova
Nene Romanova (?, Romanova Nene), è un personaggio dell'anime Bubblegum Crisis e del suo sequel Bubblegum Crash; appare a sua volta anche in Bubblegum Crisis Tokyo 2040, reboot della saga. 
È doppiata in originale da Akiko Hiramatsu, mentre in Italia da Federica De Bortoli.

## Biografia
Nene è un membro delle Knight Sabers, con funzioni da meccanica ed esperta informatica, oltre che una impiegata dell'AD Police, il che permette alla sua squadra di conoscere i movimenti della polizia. In tutte le versioni Nene è minuta e fisicamente, la meno dotata fra tutte. Al di là della sua predisposizione per le tecnologia in generale, Nene è ingenua e pasticciona, spesso oggetto di scherno sia da parte delle sue compagne, sia da parte degli agenti dell'AD Police. Nel corso degli episodi viene lasciata intuire una certa simpatia fra lei e Mackey Stingray, il fratello minore di Sylia.
In battaglia Nene è la meno utile, sia perché facilmente impressionabile dai boomer, sia perché il proprio armamentario non è all'altezza delle altre. Per tale motivo alla ragazza è spesso lasciato il ruolo di "cervello" del gruppo, con il compito di studiare schemi di attacco e prevedere le mosse nemiche. Nene è stata reclutata fra le Knight Sabers, dopo aver crackato un sofisticato programma creato da Sylia, ed essere riuscita ad entrare nel database delle Sabers.
Nella serie televisiva Bubblegum Crisis Tokyo 2040, il personaggio di Nene ha più o meno le stesse caratteristiche della sua controparte OAV, anche se con un attaggiamento in battaglia molto più aggressivo, ed una predisposizione ancora maggiore per l'hacking. Nel corso degli episodi sviluppa un rapporto di profonda amicizia con Linna Yamazaki, e quando scopre che Leon e Priss nutrono una affettuosa simpatia l'uno nei confronti dell'altra, fa di tutto per farli mettere insieme, causando l'ira di Sylia, che pretendebbe da lei un comportamento più serio.